# 水沢夢
水沢 夢（みずさわ ゆめ）は、日本の男性小説家。

## 概要
水沢の作家デビューのきっかけは、大ファンだった漫画家・畑健二郎が第6回小学館ライトノベル大賞のゲスト審査員であることを知り、同賞に応募したことだった。水沢は畑の漫画『ハヤテのごとく!』のファンで、この作品が自身に与えた影響は大きいと述べている。彼は自分が書いた小説を畑に読んでもらいたいと思い、少女向けの髪型「ツインテール」を題材にしたアクション・ラブコメディ小説の『それは、ついんてーるの異世界』の原稿を、同賞の事務局に送付したのだった。
作品は畑に絶賛され、2012年（平成24年）3月、「第6回小学館ライトノベル大賞」審査員特別賞に選ばれた。同年6月には、タイトルを『俺、ツインテールになります。』に改め、ガガガ文庫より刊行された。これが、作家としてのデビュー作となった。デビュー作は2014年（平成26年）9月に漫画化、10月にテレビアニメ化された。なお同作のアニメ第7話ではモブキャラの「生徒B」役の声を演じている。  
『俺、ツインテールになります。』は、主人公がツインテールに執着する男子高校生であることをはじめ、終始ツインテールだらけの内容で「バカ小説」「変態小説」と評された。また水沢は、この作品がきっかけで、日本ツインテール協会が主催する「第1回全日本ツインテ絵師グランプリ」の審査委員に抜擢されることとなった。
また、二作品目となる『ふぉーくーるあふたー』では魔法少女と、それに関連する玩具を扱った内容であり、少女が破天荒な活躍をするという点で前作に劣らない異常性がある。

## 作品リスト

### 小説
- 『俺、ツインテールになります。』（イラスト：春日歩、bun150（第20巻のみ）・ガガガ文庫、全22巻、2012年 - 2022年） - 第6回小学館ライトノベル大賞審査員特別賞受賞。
- 『ふぉーくーるあふたー』（イラスト：bun150・ガガガ文庫、全4巻、2015年 - 2017年）
- 『SSSS.GRIDMAN NOVELIZATIONS』（イラスト：bun150・ガガガブックス、全2巻、2019年 - 2020年）
- 『双神のエルヴィナ』（イラスト：春日歩・ガガガ文庫、既刊4巻、2021年 - ）
- 『SSSS.DYNAZZENON CHRONICLE』（イラスト：bun150、全1巻、2022年）
- 『グリッドマン ユニバース』（イラスト：bun150・ガガガブックス、全1巻、2023年）

アンソロジー所収
- 「いつしか雪ノ下雪乃の髪は、あの日の風に揺れる。」（イラスト：春日歩、『やはり俺の青春ラブコメはまちがっている。アンソロジー 1 雪乃side』・ガガガ文庫、全1巻、2020年）
- 「今日も由比ヶ浜結衣は、その一言に思いをこめる。」（イラスト：春日歩、『やはり俺の青春ラブコメはまちがっている。アンソロジー 3 結衣side』・ガガガ文庫、全1巻、2020年）

### 漫画原作
- 『キミ特！～キミにも特撮映画が撮れる!!～』（作画：柚木涼太・原案協力：塚田英明・マンガワン）